# 樂埔町餐廳
樂埔町是台灣台北市大安區的一間餐廳。

## 歷史
樂埔町餐廳的建築利用了日治時期修建於1920年代的林務局官員宿舍。2014年，台北市政府文化局委託立偕生活文化管理這一廢棄建築，並耗時1.5年翻新。

## 建築
樂埔町餐廳是錦町日式宿舍群的一部分，樓高一層，建築面積超過600平方公尺 。

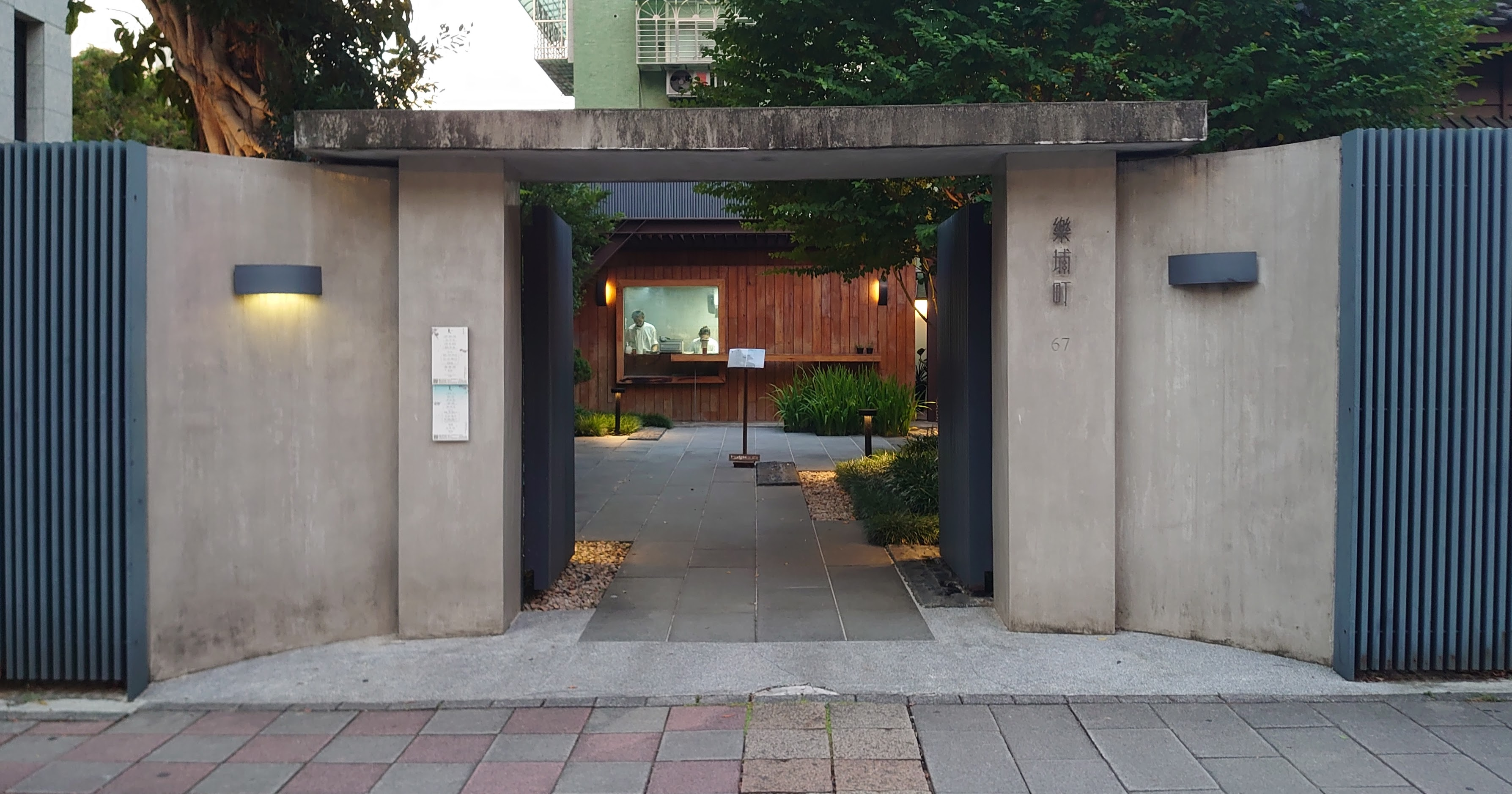
入口

## 交通
距離餐廳最近的車站是台北捷運古亭車站。

## 外部連結
- 官方网站